# العلاقات التشادية الميكرونيسية
العلاقات التشادية الميكرونيسية هي العلاقات الثنائية التي تجمع بين تشاد وولايات ميكرونيسيا المتحدة.

## مقارنة بين البلدين
هذه مقارنة عامة ومرجعية للدولتين:
| وجه المقارنة                                              | تشاد                      | ولايات ميكرونيسيا المتحدة |
| --------------------------------------------------------- | ------------------------- | ------------------------- |
| المساحة (كم2)                                             | 1.28 مليون                | 702                       |
| عدد السكان (نسمة)                                         | 15.23 مليون               | 105.54 ألف                |
| الكثافة السكانية (ن./كم²)                                 | 11.9                      | 15.03 ألف                 |
| العاصمة                                                   | انجمينا                   | باليكير                   |
| اللغة الرسمية                                             | لغة فرنسية، اللغة العربية | لغة إنجليزية              |
| العملة                                                    | فرنك وسط أفريقي           | دولار أمريكي              |
| الناتج المحلي الإجمالي (بليون دولار)                      | 9.98 مليار                | 336.43 مليون              |
| الناتج المحلي الإجمالي (تعادل القوة الشرائية) بليون دولار | 30.54 مليار               | 365.27 مليون              |
| الناتج المحلي الإجمالي الاسمي للفرد دولار أمريكي          | 775                       | 3.02 ألف                  |
| الناتج المحلي الإجمالي للفرد دولار أمريكي                 | 2.18 ألف                  |                           |
| مؤشر التنمية البشرية                                      | 0.392                     | 0.640                     |
| رمز المكالمات الدولي                                      | +235                      | +691                      |
| رمز الإنترنت                                              | .td                       | .fm                       |
| المنطقة الزمنية                                           | ت ع م+01:00               |                           |

## منظمات دولية مشتركة
يشترك البلدان في عضوية مجموعة من المنظمات الدولية، منها:
| علم المنظمة | اسم المنظمة                                 | تاريخ انضمام تشاد | تاريخ انضمام ولايات ميكرونيسيا المتحدة |
| ----------- | ------------------------------------------- | ----------------- | -------------------------------------- |
|             | مؤسسة التنمية الدولية                       | 7 نوفمبر 1963     | 24 يونيو 1993                          |
|             | يونسكو                                      | 19 ديسمبر 1960    | 19 أكتوبر 1999                         |
|             | وكالة ضمان الاستثمار متعدد الأطراف          | 11 يونيو 2002     | 11 أغسطس 1993                          |
|             | الأمم المتحدة                               | 20 سبتمبر 1960    | 17 سبتمبر 1991                         |
|             | مجموعة دول أفريقيا والكاريبي والمحيط الهادئ | ?                 | ?                                      |
|             | البنك الدولي للإنشاء والتعمير               | 10 يوليو 1963     | 24 يونيو 1993                          |
|             | الاتحاد الدولي للاتصالات                    | 25 نوفمبر 1960    | 18 مارس 1993                           |
|             | منظمة حظر الأسلحة الكيميائية                | ?                 | ?                                      |
|             | مؤسسة التمويل الدولية                       | 2 أبريل 1998      | 24 يونيو 1993                          |
|             | المركز الدولي لتسوية المنازعات الاستشارية   | 14 أكتوبر 1966    | 24 يوليو 1993                          |